# 1624 en santé et médecine
| Années de la santé et de la médecine : 1621 - 1622 - 1623 - 1624 - 1625 - 1626 - 1627    |
| Décennies de la santé et de la médecine : 1590 - 1600 - 1610 - 1620 - 1630 - 1640 - 1650 |

## Événements
- « La peste s’installe à l’état endémique dans le royaume [de France][1] ».
- Les apothicaires de Paris héritent du jardin des simples de la Maison de charité pour orphelins fondée par Nicolas Houël à la fin du XVIe siècle[2].
- Sous le terme de « serment des apothicaires chrétiens et craignant Dieu[3] », Louis de Serres traduit en français le « jusjurandum pharmacopoeorum » qui est paru en 1608, dans l'Officina pharmaceutica de Jean de Renou[4], et qui sera connu par la suite comme « serment de Galien[5] ».
- Marie Colinet († apr. 1638), sage-femme et chirurgienne dont Wilhelm Fabry, son mari, souvent considéré comme le père de la chirurgie allemande, « adme[t] qu’elle [est] meilleure chirurgienne que lui[6] », « introdui[t] l’application de l’aimant pour extraire de l’œil un éclat de fer[7] ».
- Dans la Récréation mathématique, ouvrage attribué à Jean Leurechon, introduction du mot « thermomètre » pour désigner l'instrument mis au point dès 1612 par Santorio Santorio et grâce auquel, entre autres nombreux usages, « on peut aucunement juger de l'ardeur des fièvres[8],[9] ».
- Fondation à Oxford, par le marchand Richard Tomlins (en), d'une chaire d'anatomie dont Thomas Clayton est le premier titulaire[10].
- « Construction de deux cents « hobettes » en dur au riez de Canteleu », près de Lille, maisonnettes destinées au confinement des pestiférés[11].
- Fondation à Lille de l'hôpital Saint-Charles Borromée, dit « des  Vieux Hommes[12] », « pour  y colloquer les pauvres anciens hommes qui ne peuvent plus gagner leur vie[13] ».

## Publications
- Charles Bouvard (1572-1658), professeur de médecine à Paris et futur Premier médecin de Louis XIII, donne une Description de la maladie, de la mort et de la vie de madame la duchesse de Mercœur[14].
- Édition, par Valerio Nervi, du Tractatus de complexu morborum d’Estêvão Rodrigues de Castro (pt) (1559 -1638), professeur de médecine à l'académie de Pise[15].
- Johann Rudolf Camerarius (1578-1635) publie, en un volume, quatre recueils de ses « secrets de la médecine et de la nature » (Sylloges memorabilium medicinae et mirabilium naturae arcanorum, centuriae IV[16]), dont il a donné le premier en 1614 et dont le vingtième et dernier paraîtra en 1683[17].
- Laurent Catelan (1568 ? – 1647), apothicaire à Montpellier, fait paraître son traité sur la licorne[18].
- Francesco Colucci publie un traité sur les calculs urinaires, sous le titre de De querelis nephriticis ex renum et vesicae calculo germanus et completus tractatus[19].
- Parution de la traduction française de la Basilica Chymica (1609), du médecin paracelsien allemand Oswald Croll (1560 ?  – 1609), par Marcel de Boulène, médecin lyonnais, sous le titre de La Royale Chimie de Crollius[20].
- Donato d'Eremita, apothicaire du couvent dominicain de Santa Caterina a Formiello de Naples, fait paraître un traité sur l'« élixir de vie[21] ».
- Pierre-Jean Fabre (1588-1658) publie un traité de médecine chimique et ésotérique sous le titre de Palladium spagyricum[22].
- Dans une « première publication médicale » sur le sujet[23], Fabry, docteur en médecine, décrit « l'admirable vertu des eaux et fontaines nouvellement découvertes au lieu de Mier, fort proche de Gramat [près d'Alvignac], appelées eaux de Salmière[24] ».
- Johann Jacob  Federer fait paraître son livre sur le traitement de la « fièvre hongroise », une forme du typhus (Brevis et compendiosa febris Ungariae curandae methodus[25]), ouvrage qui est un plagiat de Martin Ruland (en)[26].
- Giulio Filippelli publie une « lettre apologétique aux médecins de Rome » (Epistola apologetica ad praeclarissimos almae Urbis medicos[27]).
- Un certain « Harlequin, docteur excellentissime », signe un Jardin des vertus et propriétés des herbes communes imprimé à Toulouse par Jean Tholosan[28].
- Philipp Hoechtetter (1579-1638), médecin et apothicaire d'Augsbourg, fait paraître son recueil d'observations médicales (Rararum observationum medicinalium decades tres[29]).
- Johann Juncker, médecin de la ville de Schleusingen, publie un abrégé de thérapeutique sous le titre de Compendiosa methodus therapeutica[30].
- Louis de La Grive, apothicaire lyonnais, fait paraître une « Pharmacopée » (Encoenia pharmaceutica) dont il a confié la rédaction à son fils Marc[31].
- J. Le Tellier donne son Avis pour l'établissement d'une société de médecins par toute la France[32].
- Matthias Martini, médecin de la ville d'Eisleben, en Saxe, fait paraître à Iéna un ouvrage sur le scorbut[33].
- Fredericus Van der Mye docteur en médecine, publie ses deux traités, sur l'arthrite et sur la lithiase (De arthritide et calculo gemino tractatus duo[34]).
- Giovanni Battista Pasino, apothicaire à Padoue, fait imprimer ses conseils sur la fabrication ou l'emploi de divers remèdes, tels que l'alkermès[35], l'hyacinthe[36], la thériaque[37] ou l'orviétan[38].
- Ginès Pastor de Gallego, docteur en médecine, censeur du collège patriarcal de l'université d'Orihuela, publie un abrégé sur le pronostic dans les maladies aiguës[39].
- Pietro Piperno, proto-médecin de la ville de Bénévent, fait paraître à Naples ses Medicae petrae[40], traité de « géographie et climatologie médicales[41] ».
- Guillaume Potel, chirurgien juré à Paris, donne un Traité de la peste advenue en cette ville de Paris[42].
- Sous le titre de Grand Dispensaire médicinal[43], Louis de Serres traduit en français le Dispensatorium medicum[44] de Jean de Renou (1558-1620), paru en 1608.
- Johann Conrad Rhumel (1574-1630) donne un ouvrage sur l'encéphalite contagieuse[45].
- Jacques Roland chirurgien de Saumur, publie chez Jean Godeau son Antiloimie ou contre-peste[46],[47].
- Johann Karl Rosenberg fait paraître à Strasbourg sa Rosa nobilis iatrica (« Noble Rose de la médecine[48] »).
- Parution à titre posthume du Tractatus de lue venerea[49] (« Traité du mal vénérien ») de Jean Saporta  († 1605), et du De tumoribus praeter naturam[50] (« Des tumeurs non naturelles ») d'Antoine Saporta († 1573), père du précédent, où l'auteur a décrit, l'année même de sa mort, l'anévrisme de l'aorte[51],[52], les deux ouvrages, édités  en un même volume par Henri Gras, docteur en médecine.
- Louis Savot (c.1579-1640), médecin du roi, commentateur de Galien et d'Hippocrate, publie son Architecture française des bâtiments particuliers[53] dans laquelle, en médecin et en hygiéniste, il prescrit par exemple l'éloignement des écuries et des cuisines ou donne ses instructions pour lutter contre le bruit, les odeurs et les fumées[54].
- Daniel Sennert (1572-1637) fait paraître son traité sur le scorbut avec celui de Matthias Martini[55].
- Pierre Sordes fait paraître à Bordeaux[56] un « Discours de la goutte et des fluxions qui tombent sur les jointures[57].
- Adriaan van de Spiegel (1578-1625), dans son ouvrage sur la fièvre « demi-tierce » (De semitertiana libri quatuor[58]), édité à Francfort chez Jean Théodore de Bry, est « le premier à donner une description détaillée de la malaria[59] ».
- Parution de la traduction française des Douze Clefs de philosophie, de Basile Valentin, ouvrage « traitant de la vraie médecine métallique[60] ».
- Parution du Lei jing, de Zhang Jiebin (en), médecin chinois, « édition révisée du contenu du Su wen et du Ling shu [Huangdi Nei Jing], réorganisé selon les catégories thématiques en un seul volume[61] ».
- Parution d'un Remerciement et paranésie au médecin charitable[62].
- Vers 1624 : parution  d'une Remontrance du fidèle apothicaire à ses confrères, pamphlet dirigé par la Faculté contre les apothicaires parisiens[63].

## Naissances
- 25 janvier (bapt.) : Paul de Sorbait (mort en 1691), professeur de médecine à Vienne[64].
- 31 mai : Francesco Folli (it) (mort en 1685), médecin italien qui, en 1654, tentera une transfusion sanguine en présence de Ferdinand II de Médicis, grand-duc de Toscane[65],[66].
- 10 septembre : Thomas Sydenham (mort en 1689), médecin anglais, première personne à recommander l'usage de la quinine pour soulager les symptômes de la malaria[67].
- Décembre : Johannes Scheffler (mort en 1677), médecin, poète et mystique allemand[68].
- Louis de Bils (mort en 1669), « qui n’était pas médecin, mais simple amateur d’anatomie[69] ».
- Jean-Baptiste de Lespaul (mort à une date inconnue), licencié en médecine, praticien à Roubaix[70],[71].

## Décès
- 3 avril : Andrea Chiocco (né en 1562, médecin italien[72].
- 22 octobre : Aelius-Everhard Vorst (né en 1565), médecin et botaniste néerlandais[73],[74].
- 5 décembre : Gaspard Bauhin (né en 1560), botaniste et médecin suisse, auteur d'un premier système de classification des plantes[75].
- Christophe Cachet (né en 1572), médecin lorrain, auteur en 1614, sous le titre de Bacchica furens medicis armis oppugnata[76], d'une traduction latine du Discours de l'yvresse et yvrongnerie[77] de Jean Mousin (1573-1645[78]).
- François Duport (né en 1548), médecin et doyen de la Faculté en 1604, auteur de quatre livres de médecine, tous rédigés en vers[79].
- Nicolas Habicot (né à une date inconnue), chirurgien du duc de Nemours, auteur d'une Gygantostéologie dont la parution a ouvert une querelle sur la taille des géants à laquelle la  Gigantologie[80] de Jean Riolan le Jeune n'a mis fin qu'en 1618 en concluant à l'imposture[81],[82],[83].
- Antoine Mérindol (en) (né en 1570), médecin chargé, avec ses confrères Louis Grassy et Jacques Fontaine († 1621[84] ?) et le chirurgien anatomiste Pierre Bontemps, d'examiner la victime et l'accusé dans l'affaire des possessions d'Aix-en-Provence[85].
- Paul Reneaulme (né vers 1560), médecin et botaniste blésois[86].
- Mark Ridley (en) (né en 1560), médecin et lexicographe anglais, archiatre du tsar Fédor Ier, auteur d'ouvrages sur le magnétisme[87].